# Michael Hübner
Michael Hübner (ur. 8 kwietnia 1959 w Karl-Marx-Stadt (ob. Chemnitz), zm. 12 listopada 2024 tamże) – niemiecki kolarz torowy, szesnastokrotny medalista mistrzostw świata.

## Kariera
Pierwszym sukcesem w karierze Michaela Hübnera było zdobycie srebrnego medalu mistrzostw NRD w sprincie indywidualnym w 1979 roku. W 1983 roku, podczas mistrzostw świata w Zurychu zdobył brązowy medal w tej konkurencji w kategorii amatorów. Jako amator medale zdobywał jeszcze czterokrotnie: złoty na mistrzostwach w Colorado Springs w 1986 roku, srebrne na mistrzostwach w Bassano w 1985 roku i mistrzostwach w Lyonie w 1989 roku oraz brązowy na mistrzostwach w Wiedniu w 1987 roku. Ostatnie medale jako reprezentant NRD wywalczył na mistrzostwach świata w Maebashi w 1990 roku, gdzie był najlepszy w sprincie zawodowców i keirinie. Ze złotymi medalami wrócił także z mistrzostw w Stuttgarcie w 1991 roku, gdzie zwyciężył w keirinie, podobnie jak rok później na mistrzostwach w Walencji, gdzie triumfował w keirinie i sprincie. Na mistrzostwach świata w Hamar w 1993 roku w sprincie Hübner uległ tylko Australijczykowi Gary’emu Neiwandowi, a na mistrzostwach w Palermo w 1994 roku był trzeci za Martym Nothsteinem z USA i Darrynem Hillem z Australii. Na sycylijskich mistrzostwach był ponadto drugi w keirinie, przegrywając tylko z Nothsteinem. Wspólnie z Jensem Fiedlerem i Janem van Eijdenem zdobył złoty medal w sprincie drużynowym podczas mistrzostw świata w Bogocie w 1995 roku, a indywidualnie był drugi w keirinie, ustępując tylko Francuzowi Frédéricowi Magné. Ostatnie trofeum wywalczył na mistrzostwach świata w Manchesterze w 1996 roku, gdzie razem z Sörenem Lausbergiem i Jensem Fiedlerem rywalizację w sprincie drużynowym zakończył na drugiej pozycji. Hübner nigdy nie brał udziału w igrzyskach olimpijskich.